# DM i landevejscykling – Linjeløb (U23 damer)
Danmarksmesterskaberne i linjeløb for U23 damer er en årligt tilbagevendende begivenhed i dansk cykelsport, som for første gang blev afholdt i 2023. Linjeløbet bliver afholdt i slutningen af juni. U23-rytterne køre i samme felt som elitedamerne, og kan derfor også vinde mesterskabet og medaljer i denne række.

## Historie
Efter at UCI valgte at der ved VM i landevejscykling 2022 for første gang skulle kåres U23-verdensmestre blandt kvinderne i linjeløb og enkeltstart, besluttede Danmarks Cykle Union at der fra DM i landevejscykling 2023 for første gang skulle kåres danmarksmestre for U23-kvinder. Siden DM i landevejscykling 1996 var der blev kåret U23-danmarksmestre i linjeløb for herrer, og i 2000 blev den første U23-enkeltstartsmester for herrer fundet. 

## Reglement
For at deltage som i U23-mesterskaberne skal rytteren i kalenderåret for løbet fylde 19 til 22 år. Der er samkørsel med elitedamerne, og hvis en U23-rytter kommer først over målstregen, bliver denne både danmarksmester for elite og U23. Ligeså gælder det hvis en U23-rytter bliver samlet nummer to i feltet, og er første U23-rytter, vinder hun sølvmedalje for eliten og bliver U23-danmarksmester. Der er en samlet resultatliste for alle startende elite og U23-ryttere, og en særskilt resultatliste kun for U23-rytterne.

## Vindere
| År   | Vinder                  | Toer                | Treer                       |
| ---- | ----------------------- | ------------------- | --------------------------- |
| 2023 | Solbjørk Minke Anderson | Tusnelda Svanholmer | Ida Mechlenborg Krum        |
| 2024 | Alberte Greve           | Laura Auerbach-Lind | Astrid Marie Bjørn Sørensen |
| 2025 |                         |                     |                             |